# Ideoplastia
Ideoplastia (del griego ideo=idea y plastos=forma) es una facultad paranormal atribuida al pensamiento, según la cual éste puede ejercer su acción directa sobre la materia, transformándola a distancia.
El término es utilizado en espiritismo para referirse a la facultad sobrenatural de influir con la mente sobre las formas físicas y materiales, produciendo diversas modificaciones en las mismas.
Para los metapsíquicos, es un proceso inteligente por el cual el médium actúa sobre la materia, dando forma al ectoplasma. 
El vocablo fue creado por el doctor Durans de Gros, en 1860, para designar inicialmente los principales caracteres de la sugestión. Sin embargo, sería en 1912 cuando el profesor Charles Richet propusiera su aplicación a los fenómenos de materialización mediúmnica.
La pragmagrafía, es decir, la generación de imágenes plasmadas en superficies materiales, a través de la telergia y a distancia, podían tener carácter ideoplástico, ya que se atribuye a estas formas de pensamiento la supuesta capacidad de impresionar las placas fotográficas sensibilizadas.